# George E. Danielson

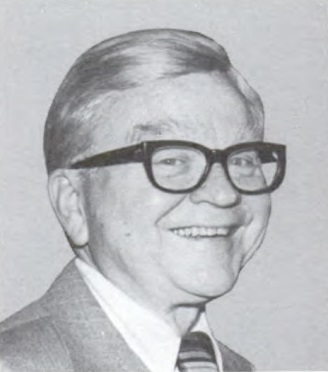
George E. Danielson (1981)

George Elmore Danielson (* 20. Februar 1915 in Wausa, Knox County, Nebraska; † 12. September 1998 in Monterey Park, Kalifornien) war ein US-amerikanischer Politiker. Zwischen 1971 und 1982 vertrat er den Bundesstaat Kalifornien im US-Repräsentantenhaus.

## Werdegang
George Danielson besuchte die öffentlichen Schulen seiner Heimat und danach zwischen 1933 und 1935 das Wayne State Teachers College. Nach einem anschließenden Jurastudium an der University of Nebraska und seiner 1939 erfolgten Zulassung als Rechtsanwalt begann er in diesem Beruf zu arbeiten. Zwischen 1939 und 1944 war er als Sonderermittler für das FBI tätig. Danach gehörte er bis 1946 der Reserve der US Navy an. Zwischen 1949 und 1951 amtierte Danielson als stellvertretender Bundesstaatsanwalt. Gleichzeitig schlug er in Kalifornien, wohin er inzwischen gezogen war, als Mitglied der Demokratischen Partei eine politische Laufbahn ein. Von 1963 bis 1967 saß er als Abgeordneter in der California State Assembly; zwischen 1967 und 1971 gehörte er dem Staatssenat an. Von 1960 bis 1974 nahm er an allen regionalen Parteitagen der Demokraten in Kalifornien teil. Im August 1968 war er auch Delegierter zur Democratic National Convention in Chicago, auf der Hubert H. Humphrey als Präsidentschaftskandidat nominiert wurde.
Bei den Kongresswahlen des Jahres 1970 wurde Danielson im 29. Wahlbezirk von Kalifornien in das US-Repräsentantenhaus in Washington, D.C. gewählt, wo er am 3. Januar 1971 die Nachfolge von George Brown antrat. Nach fünf Wiederwahlen konnte er bis zu seinem Rücktritt am 9. März 1982 im Kongress verbleiben. Seit 1975 vertrat er dort als Nachfolger von Edward R. Roybal den 30. Distrikt seines Staates. In seine Zeit als Kongressabgeordneter fielen unter anderem die Watergate-Affäre und das Ende des Vietnamkrieges. Danielsons Rücktritt erfolgte nach seiner Ernennung zum Berufungsrichter am California Court of Appeal in Los Angeles. Er starb am 12. September 1998 in Monterey Park.